# Кичера (река)
Киче́ра — река в Северо-Байкальском районе Бурятии, впадающая с севера в Байкал.
Длина — 126 км, площадь водосборного бассейна — 2430 км². При впадении в Байкал вместе с Верхней Ангарой образует дельту и залив Ангарский сор. В среднем течении к западу от посёлка городского типа Кичера реку пересекает Байкало-Амурская магистраль. Высота устья — 456 м над уровнем моря. Высота истока — 1265 м над уровнем моря.
Притоки: справа — Ухта, Душкачанка, Холодная, Аюлипда, Гаенда, Неручанда, Улюликит, Бэр, Кичера-Москит; левый — Нгэку.
Судоходна на протяжении 18 км от устья и протоки Ангаркан, соединяющей её с рекой Верхней Ангарой.